# Liviu Deleanu
Liviu Deleanu (în rusă Ливиу Семёнович Деляну, născut Lipe Kligman; n. 8/21 februarie 1911, Iași, România – d. 12 mai 1967, Chișinău, URSS) a fost un poet moldovean de etnie evreu.

## Biografie
S-a născut la 8 februarie 1911, la Iași cu numele adevărat Lipa Kligman. Nu și-a iubit copilăria, zicând că a fost foarte grea, fără bucurii și jocuri copilărești („unica mea jucărie a fost o păpușă de cârpe”). Era un copil frumos, cu bucle mari, aurii, lăsate pe umeri. Mama îl purta ca pe o fetiță. A trăit în frig și în foame. Îi plăcea foarte mult să citească. Citea tot ce-i nimerea sub mână. Mama îi dădea cîte un leu să-și cumpere un covrig și el strângea leul, ca să-și poată cumpăra unica revistă pentru copii.
În orașul natal a intrat la studii la gimnaziu, dar, din lipsă de surse, a fost nevoit să abandonaze. Tot în Iași a publicat primele poezii și devine adept al curentului suprarealist. În 1928, împreună cu poetul Virgil Gheorghiu (1903–1977), a fondat propria revistă, Prospect, pe care George Călinescu a menționat-o în Istoria literaturii române de la origini până în prezent ca fiind una dintre primele publicații periodice moderniste din România. Primele trei numere ale revistei, editate de Liviu Deleanu, au publicat poezii și proze ale acestuia, respectiv ale lui Virgil Gheorghiu; începând cu al patrulea număr, au apărut și alte nume: Mihail Bicleanu, Sașa Pană, Aurel Zaremba și alții. 
A plecat mai târziu la București, unde s-a angajat ca litograf, apoi corector la o tipografie. Aici a publicat în ziarul evreiesc Adam, în Bilete de papagal (condus de Tudor Arghezi) și în revista de stânga Cuvântul liber.
Literatura o „îmbrățișează” de la o vârstă destul de fragedă: la doar 15 ani a redactat revistele Prospect și Vitrina literară.
Poezia timpurie a lui L.Deleanu, cum ar fi volumul Oglinzi fermecate, apărut în 1927, este influențată de marii scriitori moderniști, ca Charles Baudelaire, George Bacovia, Ion Pillat. A urmat placheta Ceasul de veghe (1937), înalt apreciată de G. Călinescu în Istoria literaturii române de la origini până în prezent; versurile din acest volum sunt pline de compătimire pentru martirii Războiului Civil din Spania. La sfârșitul anilor 1930, opera sa a donândit un caracter ferm politic, de orientare antifascistă. Deleanu devine un important scriitor avangardist.
Anul 1940 au însemnat pentru L. Deleanu, în afară de faptul că îi apare al treilea volum de versuri Glod alb, un eveniment care îi va marca destinul literar din continuare: poetul s-a refugiat în Basarabia sovietică. Nepoata sa, Iulia Azriel, a scris că văduva poetului, Baca Deleanu, i-a spus că Deleanu a ales să se refugieze în URSS deoarece a aflat că este căutat de Poliția Română, și a traversat Prutul cu o barcă.
În timpul Războiului din 1941–1945 poetul a plăsmuit o serie de cântece inspirate („Cîntec scris pe patul armei”, „Cântec scris pe lat de palos” etc.). Împreună cu Bogdan Istru, a tradus imnul URSS în „limba moldovenească”. Părinții săi au murit în Pogromul de la Iași. În memoria lor a scris poemul „Coșmar”.
După război, a activat în domeniul literaturii pentru copii: Poezii pentru copii (1947), Mi-i drag să meșteresc (1955), Bucurii pentru copii (1956), „Licurici” (1961) ș.a. La poezia pentru adulți a revenit în 1952, când a apărut cartea Vremuri noi, poemul „Krasnodon” (ulterior intitulat „Tinerețe fără moarte”) și basmul dramatic „Buzduganul fermecat”.
Talentul liric al lui Liviu Deleanu s-a manifestat din plin în cărțile Dragostea noastră cea de toate zilele (1966) și postumele Cartea dorului (1968) și Destăinuire (1970). Împreună cu Emilian Bucov, a fost exponent al realismului socialist, având o abordare antiromânească.
Lui Liviu Deleanu îi aparțin și traducerile din Ivan Krîlov, Aleksandr Pușkin, Nikolai Nekrasov, Mihail Lermontov, Aleksandr Tvardovski, Konstantin Simonov, S. Marsak, Kornei Ciukovski ș.a. Versurile sale, la rândul lor, au fost traduse în mai multe limbi și reeditate în RSS Moldovenească și peste hotarele ei.
Poetul s-a stins din viață la 12 mai 1967 la Chișinău. O monografie despre el a fost realizată de criticul literar Barbu Rabii.
Actualmente, numele lui Liviu Deleanu îl poartă o stradă și un liceu din municipiul Chișinău, sectorul Buiucani.
Liviu Deleanu este autorul textului original al cântecului „Sanie cu zurgălăi” compus de Richard Stein în 1936.
Și autorul versurilor cântecului „Nu înțeleg de ce” de compozitorul Arkady Luxemburg în 1964.

## Cărți publicate
- Oglinzi fermecate (1927)
- Ceasul de veghe, București, Șantier, 1937
- Glod alb (1940)
- Poezii pentru copii (1947)
- Mi-i drag sa meșteresc (1955)
- Bucurii pentru copii (1956)
- Licurici (1961)
- Vremuri noi (1952)
- Dragostea noastră cea de toate zilele (1966)
- Cartea dorului (1968)